# Miguel Ángel Estrella

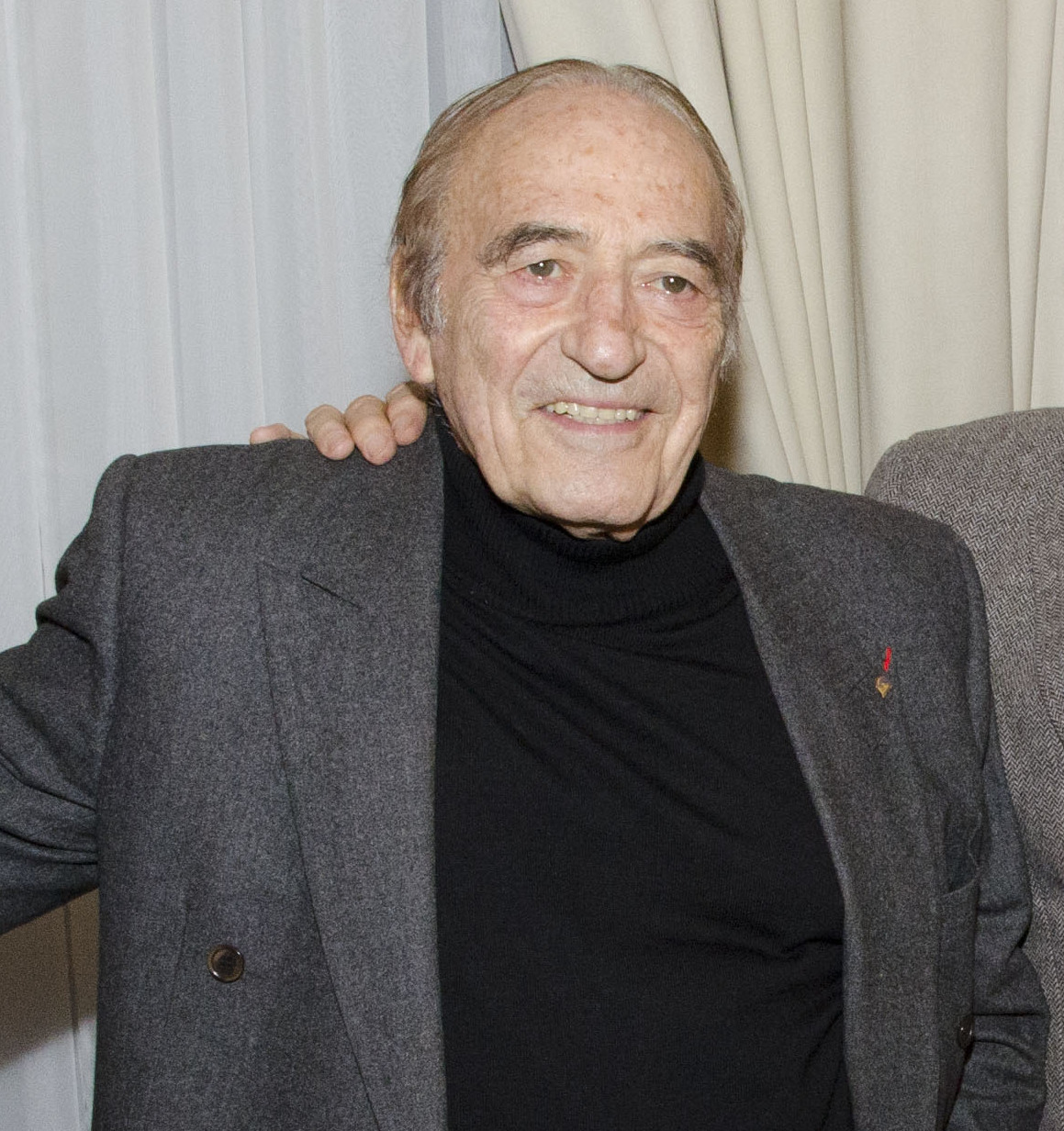
Miguel Ángel Estrella

Miguel Ángel Estrella (* 4. Juli 1940 in San Miguel de Tucumán; † 7. April 2022 in Paris) war ein argentinischer klassischer Pianist.

## Leben
Miguel Ángel Estrella wurde am 4. Juli 1940 in der Provinz Tucumán im Norden Argentiniens geboren und wuchs im Dorf Vinará auf. Er begann im Alter von zwölf Jahren mit dem Klavierspiel. Mit achtzehn Jahren wurde er am Nationalkonservatorium in Buenos Aires aufgenommen, wo er u. a. von Erwin Leuchter unterrichtet wurde. Ab 1965 studierte er in London und Paris, wo er u. a. Schüler von Vlado Perlemuter, Yvonne Loriod, Marguerite Long und Nadia Boulanger war. 
Zurück in Argentinien betätigte er sich in der peronistischen Bewegung und gab unbezahlte Lehrstunden und Konzerte für Arme und Unterprivilegierte. Nach dem Militärputsch von 1976 und seiner Aufnahme in eine schwarze Liste floh er 1977 nach Uruguay, wo er am 15. Dezember 1977 als eines der Opfer der Operation Condor von zivil gekleideten Militärs entführt, gefangengehalten und gefoltert wurde. Nach einer internationalen Kampagne vor allem von weltbekannten Künstlern und Intellektuellen, angeführt von Yehudi Menuhin und unterstützt durch Menschenrechtsorganisationen, die UNO, die UNESCO und den Vatikan, wurde er zuerst in ein offizielles Gefängnis verlegt und schließlich am 13. Februar 1980 freigelassen. Er konnte nach Frankreich ausreisen, wo ihm politisches Asyl und die französische Staatsbürgerschaft gewährt wurden. Seitdem setzte er sich für die Menschenrechte und die Verbreitung der Musik als Mittel zur Verteidigung der Menschenwürde ein. Zu diesem Zweck gründete er am 10. Dezember 1982, dem Tag der Menschenrechte, die internationale Organisation Música Esperanza, zu Deutsch Musik der Hoffnung. Sie soll allen Menschen, insbesondere den Ärmsten, einen besseren Zugang zu Musik verschaffen. Anfang 2000 gründete er das Orchester für den Frieden, ein Ensemble aus Musikern israelischer und arabischer Herkunft, welches erstmals 2002 auftrat. Ab 1981 hielt er Lehrveranstaltungen über Musikanalyse, Performanz, Kammermusik und die Evolution der musikalischen Sprache von Bach bis Fauré ab. Miguel Ángel Estrella starb 81-jährig im April 2022 in Paris.

## Ehrenämter und Auszeichnungen
- Ritter der Ehrenlegion (1985)
- UNESCO-Sonderbotschafter für Kultur des Friedens und Toleranz durch Musik seit 1989
- Komtur des Ordre des Arts et des Lettres (1990)
- Nansen-Flüchtlingspreis (2000)
- Argentinischer Nationalkulturpreis (Premio Cultura Nación) (2007)[6]

## Werke
- mit Jean Lacouture: Música para la esperanza. Ediciones de la Flor, Buenos Aires 1985, ISBN 9505159226.